# Antoine Parouty
Antoine Parouty est un réalisateur et directeur de la photographie français né en 1977 à Brive-la-Gaillarde.

## Biographie
Antoine Parouty intègre l'INSAS (section image) à Bruxelles en 1998 avant de s'installer à Paris en 2003 et de travailler comme directeur de la photographie. 
Il réalise au Mali en 2000 un premier court métrage, Une cicatrice derrière la tête.

## Filmographie

### Directeur de la photographie
- 2004 : Boloko de Fabien Gaillard
- 2005 : Les Messieurs de Patric Chiha
- 2007 : Home de Patric Chiha
- 2008 : La Vie ailleurs de David Teboul
- 2010 : Yoshido (les autres vies) de Sébastien Betbeder
- 2012 : L'Hiver dernier de  John Shank
- 2012 : Les Invisibles de Sébastien Lifshitz
- 2012 : Les Coquillettes de Sophie Letourneur
- 2015 : Le Dos rouge d'Antoine Barraud
- 2017 : L'Amour des hommes de Mehdi Ben Attia
- 2017 : Roland Dumas, le mauvais garçon de la République, de Patrick Benquet et Philippe Petit
- 2019 : Adolescentes de Sébastien Lifshitz
- 2020 : La Nuit venue de Frédéric Farrucci
- 2022 : Coma de Bertrand Bonello

### Réalisateur
- 1998 : Back from Cambrai
- 2000 : Une cicatrice derrière la tête
- 2005 : La Route des hêtres
- 2010 : Des rêves pour l'hiver
- 2018 : Woods & Waters

## Distinctions
- Grand prix au Festival Côté court de Pantin 2010 (Des rêves pour l'hiver)[3]
- Grand prix au Festival du film de Belfort - Entrevues 2010 (Des rêves pour l'hiver)[3]
- Prix du public aux Rencontres internationales du moyen métrage de Brive 2010 (Des rêves pour l'hiver)[3]
- Nomination pour le César de la meilleure photographie 2021 (Adolescentes de Sébastien Lifshitz).